# Pantine
 (septembre 2013).
Si vous disposez d'ouvrages ou d'articles de référence ou si vous connaissez des sites web de qualité traitant du thème abordé ici, merci de compléter l'article en donnant les références utiles à sa vérifiabilité et en les liant à la section « Notes et références ».
 (septembre 2013).
La pantine est une coiffe de la Vienne, du XIXe siècle, des comtés de Mirebeau et Neuville-de-Poitou. Son nom doit son origine à ses longs rubans (autrefois dénommés « pantines »).
La pantine est la coiffe du Poitou qui possède les plus longs rubans (certains pouvaient tomber jusqu'aux mollets). De forme analogue à la mothaise, elle est aussi caractérisée par le fond lourdement chargé de broderies, et plissé suivant le statut de la femme qui la portait :
- deux plis portant un motif semblable définissent le mariage ;
- 3 à 5 plis pour les autres.

La richesse des rubans était fonction de la classe sociale de celle qui arborait ce couvre-chef.